# Epigoner
Epigoner (grekiska epi'gonoi, senare födda) är personer inom särskilt vetenskap, konst och litteratur som i avsaknad av mera framstående originalitet fullföljer den riktning som angivits av stora föregångare − efterbildare, härmare.

## I grekisk mytologi
Begreppet kommer från den grekiska mytologin där epigonerna, hoi epigonoi (= de efterkommande), är söner till de sju furstar, de sju mot Thebe, vilka under ledning av Adrastos och Polyneikes drog i krig mot det boiotiska Thebe, varvid alla, med undantag av Adrastos, omkom. 
Tio år senare företog deras söner, för att hämnas sina fäders nederlag, ett nytt fälttåg, vilket slutade med stadens förstörande. Dessa epigoner var: Alkmaion, son av Amfiaraos, Aigialeus, son av Adrastos, Diomedes, son av Tydeus, Promachos, son av Parthenopaios, Sthenelos, son av Kaponeus, Thersandros, son av Polyneikes, och Euryalos, son av Mekisteus. 
Epigonernas krigståg gjordes redan tidigt till föremål för grekernas episka diktning och behandlades sedermera även av den tragiska skaldekonsten. Deras bildstoder var uppställda i det delfiska templet.

## I skönlitteraturen
Ordets betydelse av osjälvständig eftersägare etablerades genom romanen Die Epigonen av Karl Immermann (1836). 